# 惠民門
惠民門，南昌明代七大城門之一，又名寺福門。其遺址位於今南昌船山路與南浦路（原普賢寺街）交匯處，城門名來自普賢寺和惠民倉的合稱。此地段燒香拜佛和運糧送貨的車船行人絡繹不絕，因此有“燒香拜佛寺福門”和“千船萬帆惠民門”的俗諺。
Template:七門九洲十八坡